# Tomaspis bobischi
Tomaspis bobischi är en insektsart som beskrevs av Jacobi 1908. Tomaspis bobischi ingår i släktet Tomaspis och familjen spottstritar. Inga underarter finns listade i Catalogue of Life.